# Rafaël Ouellet
Pour les articles homonymes, voir Ouellet.
Rafaël Ouellet, né à Matagami en 1974, est un cinéaste, réalisateur, directeur-photo, producteur et monteur québécois.  Il a terminé ses études secondaires à l'école secondaire Degelis avec la promotion de 1990-1991.  

## Biographie
Rafaël Ouellet est né à Matagami dans le Nord-du-Québec. Il grandit à Dégelis, dans le Témiscouata, MRC de la région du Bas-Saint-Laurent.
Il est réalisateur, scénariste, directeur-photo, producteur et monteur pour la télévision et le cinéma. Il a travaillé notamment sur l'émission « Le Groulx Luxe - c'est n'importe quoi » diffusé à MusiquePlus à l'été 2003 et au printemps 2004.
Depuis 1999, il a réalisé plus de cent concerts musicaux, dont le DVD de Our Lady Peace « Live in Alberta » nommé au gala des Juno en 2004, plusieurs projets pour la télévision et dix courts métrages.
Ses quatre premiers longs métrages, Le Cèdre penché (2007), Derrière moi (2008), New Denmark (2009) et Camion (2012), tous tournés à Dégelis, ont reçu un excellent accueil critique.
Il assure également la direction-photo de plusieurs courts métrages indépendants et a signé le montage de Les États nordiques de Denis Côté (cinéaste), gagnant du Léopard d'or (vidéo) à Locarno.
Le 7 juillet 2012, son film Camion remporte le prix de la meilleure réalisation et du jury œcuménique au 47e Festival international du film de Karlovy Vary en République tchèque,. Certains critiques ont souligné notamment à quel point sa mise en scène, tout en étant "libérée de chichi et d'effet de style", permet d'aller au plus près du vécu et de l'expérience usuelle de ses personnages. Le film met en vedette Julien Poulin.
Il réalise par la suite le film Gurov & Anna, sorti en 2015, ainsi que plusieurs séries télévisées dont Nouvelle Adresse, Fatale-Station et Blue Moon.
Au printemps 2021, il tourne Arsenault & fils. L'équipe du film s'arrêtera quelques jours à Dégelis,. Le film sort sur les écrans en 2022 et met en vedette Karine Vanasse, Guillaume Cyr, Pierre-Paul Alain, Luc Picard, Julien Poulin et Micheline Lanctôt.
Début 2023 est mise en ondes la série télévisée Virage - Double faute, mettant en vedette Éric Bruneau. Il tourne la même année la deuxième saison de la série Aller simple. 

## Filmographie

### Cinéma
- 2003 :  Our Lady Peace : Live in Alberta
- 2007 :  Le Cèdre penché
- 2008 :  Derrière moi
- 2009 : New Denmark
- 2012 : Camion
- 2013 : Finissant(e)s
- 2014 : Gurov et Anna
- 2022 : Arsenault et fils[12],[9]

### Télévision
- 2003 :  Le Groulx Luxe
- 2005 :  Canadian Case Files (en)
- 2006 : The Phoenix Sessions
- 2007 :  Pendant ce temps, devant la télé (codirecteur)
- 2014-2015 : Nouvelle Adresse
- 2016 : Fatale-Station
- 2018 : Blue Moon (saison 3 - 10 épisodes)
- 2018 : Cheval-Serpent (saison 2 - 10 épisodes)
- 2018-2019 : Ruptures (saisons 4 et 5 - 24 épisodes)
- 2023 : Virage - Double faute[10]
- 2023 : Aller simple (saison 2)[11]
- 2024 : Veille sur moi